# Bahnhof Kassel-Wilhelmshöhe
Der Bahnhof Kassel-Wilhelmshöhe ist der bedeutendste Bahnhof der nordhessischen Großstadt Kassel. Er liegt im westlichen Stadtteil Bad Wilhelmshöhe an der Wilhelmshöher Allee, wird täglich von ca. 30.000 Reisenden genutzt, ist ICE-Halt und ein wichtiger Bahnhof im deutschen Hochgeschwindigkeitsnetz.

## Geschichte

### Erster Bahnhof

#### Errichtung
Der Bahnhof Kassel-Wilhelmshöhe wurde mit der Bahnstrecke Kassel–Bebra durch die Friedrich-Wilhelms-Nordbahn-Gesellschaft 1848 unter der Bezeichnung Wahlershausen in Betrieb genommen. Ob sich ein Bahnhof an dieser Stelle der Strecke rechne, war anfänglich umstritten. Züge zwischen Kassel und Gerstungen, sowie etwas später die, die auf der Main-Weser-Bahn verkehrten, hielten hier. Der Bahnhof wurde unmittelbar neben der Kreuzung der Bahn mit der Wilhelmshöher Allee platziert, was eine gute Straßenanbindung sicherstellte. Auf die ursprünglich geplante Unterfahrung der Allee wurde allerdings aus Kostengründen zugunsten eines niveaugleichen Bahnübergangs verzichtet. Der Bahnhof erschloss nicht nur das Dorf Wahlershausen, sondern auch das zwei Kilometer entfernte Schloss Wilhelmshöhe. Das Empfangsgebäude wurde deshalb auch mit einem Fürstenzimmer, einem Wartesaal für die allerhöchste Landesherrschaft im südlichen Eckrisalit, ausgestattet. Julius Eugen Ruhl fertigte eine Reihe von Entwürfen für das Empfangsgebäude an. Diese wiesen ganz unterschiedliche Dimensionen dafür auf. Verwirklicht wurde schließlich eine kleinere Variante, ein zweigeschossiger mit Terracotta verzierter Backsteinbau mit fünf Achsen, Eckrisaliten und einem Türmchen als Dachreiter, das die Mittelachse betonte, im Stil italienisierender Neorenaissance. Im Erdgeschoss befanden sich die Wartesäle und Diensträume, im ersten Geschoss zwei Dienstwohnungen. Das Gebäude wurde im Laufe der Zeit mehrfach umgebaut und verlor einen erheblichen Teil seiner Dekoration, wurde endgültig aber erst unmittelbar vor dem Bau des neuen Fernbahnhofs Kassel-Wilhelmshöhe abgerissen. Zu einem unbekannten Zeitpunkt erhielt der Bahnhof die neue Bezeichnung Wilhelmshöhe.

#### Bauliche Änderungen im 19. Jahrhundert
Als 1877 in der Wilhelmshöher Allee die Dampfstraßenbahn verlegt wurde, kreuzte sie zunächst niveaugleich die Gleise der Eisenbahn neben dem Bahnhof Wahlershausen. Dies wurde wohl als verkehrlich unangemessen betrachtet, so dass 1878/79 die Tieferlegung der Eisenbahn um etwa sechs Meter erfolgte, über die die Wilhelmshöher Allee mit einer Brücke geführt wurde. Diese Tieferlegung hatte für das benachbarte Empfangsgebäude zur Folge, dass dort die Gleise – und selbstverständlich auch die Bahnsteige – tiefer gelegt werden mussten. Zum Empfangsgebäude hin wurde eine Stützmauer errichtet, in die eine Treppenanlage integriert war, über die die Reisenden nun von und zu den Zügen gelangten. Außerdem wurde eine Fußgängerbrücke zu den Bahnsteigen errichtet.
1879 wurde im Bahnhof Wilhelmshöhe die Bahnstrecke Kassel–Waldkappel („Lossetalbahn“) angeschlossen, die einen eigenen Bahnsteig an der Ostseite des Bahnhofs erhielt (heutiger Bahnsteig Gleis 9/10).
1899 kam ein drittes Gleis für die Hauptbahn dazu.
1902 wurde die schmalspurige Herkulesbahn eröffnet. Sie fuhr Braunkohle und Basalt, die im Habichtswald abgebaut wurden, zum Bahnhof Wilhelmshöhe, wo sie auf die Staatsbahn umgeladen wurde. Wilhelmshöhe wurde so auch zu einem wichtigen Güterbahnhof.
Seit 1904 mündete hier auch die Bahnstrecke Kassel–Naumburg ein, die heute noch als Museumseisenbahn betrieben wird.

#### Nahverkehrsanbindung
1877 erfolgte der Anschluss an die Dampfstraßenbahn vom Königsplatz nach Wilhelmshöhe, 1900 der Anschluss der Straßenbahn zum Mulang. Auch die Herkulesbahn führte nach 1902 Nahverkehr von und zum Bahnhof Wilhelmshöhe durch. Ab 1911 verliefen hier drei, später vier Straßenbahnlinien.

#### Ereignisse
Wenige Tage nach der Schlacht bei Sedan traf am 5. September 1870 der gefangene Kaiser Napoleon III. in einem belgischen Salonwagen von Köln über die Deutz-Gießener Eisenbahn kommend im Bahnhof Wilhelmshöhe ein, von wo aus er zum Schloss gebracht wurde, das ihm als Aufenthalt zugewiesen war. Dort besuchte ihn vom 30. Oktober bis zum 1. November 1870 inkognito Kaiserin Eugenie, die ebenfalls am Bahnhof Wilhelmshöhe eintraf und abfuhr. Bei der Abfahrt Richtung Hannover löste sie ihre Fahrkarte für die Weiterfahrt Richtung Hannover selbst. Kaiser Napoleon III. reiste am 19. März 1871 vom Bahnhof Wilhelmshöhe ins englische Exil ab.
1907 empfing Kaiser Wilhelm II. seinen Onkel, König Edward VII. von Großbritannien und Irland, vor einer Kulisse von 70.000 Zuschauern zu einem eintägigen Staatsbesuch. Im selben Jahr nutzte den Bahnhof auch König Chulalongkorn von Thailand für seinen Besuch beim Kaiser.
Am 14. November 1918 kam Generalfeldmarschall Paul von Hindenburg auf dem Bahnhof Wilhelmshöhe an. Er residierte im Schlosshotel und organisierte von dort die Demobilisierung des deutschen Heeres nach dem Ende des Ersten Weltkrieges. Am 12. Februar 1919 reiste er von hier auch wieder ab.
Zum 1. August 1919 erhielt der bisherige Bahnhof Wilhelmshöhe die neue Bezeichnung Cassel-Wilhelmshöhe.
Letztmals stand der Bahnhof am 21. Mai 1970 im Mittelpunkt eines Staatsempfanges, als Bundeskanzler Willy Brandt hier Willi Stoph, den Ministerpräsidenten der DDR beim Kasseler Gipfeltreffen für einen eintägigen Besuch empfing. Die politischen Gespräche fanden ebenfalls im Schlosshotel statt. Die Gäste waren im DDR-Staatszug angereist.

#### Bauliche Änderungen im 20. Jahrhundert
In den 1930er Jahren war die Durchfahrt der Brücke unter der Wilhelmshöher Allee für die Bedürfnisse der Bahn zu schmal geworden, die hier eine größere Zahl von Gleisen durchzuführen wünschte. Aber auch die Fahrbahn der Allee selbst war für den aufgekommenen Kraftfahrzeugverkehr zu schmal. 1938 kam es deshalb – unter laufendem Eisenbahn- und Straßenbahnverkehr, nur die Kraftfahrzeuge wurden umgeleitet – zu einem Brückenneubau, der die Verkehrsprobleme zunächst behob.
Noch 1942 bis 1944 wurden bei der Reichsbahn und der Stadtverwaltung von Kassel Pläne entwickelt, den Bahnhof Wilhelmshöhe als Hauptbahnhof für Kassel umzugestalten. Das Konzept war dem nicht unähnlich, das 40 Jahre später umgesetzt wurde, aber der Zweite Weltkrieg verhinderte seine Ausführung.
Bei den Luftangriffen auf Kassel wurden der Bahnhof und sein Empfangsgebäude erheblich beschädigt, die querende Straßenbrücke blieb aber weitgehend verschont. Sie stürzte allerdings 1946 ein, als ein Güterzug mit Kesselwagen, die Benzin geladen hatten, nach einem Heißläufer dort zum Stehen kam und ausbrannte. Die Hitze war so groß, dass die Stahlträger der Brücke ihre Festigkeit verloren und das Bauwerk zusammenbrach.
Das Empfangsgebäude wurde in vereinfachten Formen wieder aufgebaut und erhielt einen Laden-Anbau im Stil der 1950er Jahre.

### Fernbahnhof

#### Variantendiskussionen
Bereits nach dem Planungsstand der Schnellfahrstrecke Hannover–Würzburg vom September 1971 war ein Halt in Kassel-Wilhelmshöhe vorgesehen. Entwürfe der Vortrassierung von 1972/1973 sahen vor, Kassel mit einem 6,4 km langen Tunnel zu unterfahren. Die Röhre wäre zwischen Vellmar-Obervellmar und Kassel-Wehlheiden gerade verlaufen. Zur Anbindung der Stadt Richtung Norden (Hannover) waren sowohl eine direkte Streckenführung über Holzminden als auch eine Trasse über Göttingen im Gespräch. Bei Vellmar-Obervellmar liefen diese zusammen (mit Streckenkilometer 125 Holzminden bzw. 144,3 Göttingen). Am südlichen Tunnelportal sollte die Strecke kurzzeitig östlich parallel der Bestandsstrecke verlaufen und dort mit dieser verknüpft werden.
Im Zuge der Planungen der Neubaustrecke wurden ab 1972 vier Alternativen der Führung durch Kassel untersucht; eine Variante II wird in der angegebenen Quelle nicht erläutert:
- Variante I sah eine Trasse über den Bahnhof Kassel-Wilhelmshöhe vor;
- Variante III sah eine durchgehend östlich der Kasseler Innenstadt verlaufende Trasse vor, mit einem neuen Bahnhof in Kassel-Bettenhausen;
- Variante IV wäre von Süden kommend bis zum Bahnhof Kassel-Wilhelmshöhe der Variante I gefolgt und anschließend in östlicher Richtung nach Kassel Hauptbahnhof verlaufen. Das Stadtgebiet wäre im weiteren Verlauf, nach dem Kopfbahnhof, in nordwestlicher Richtung verlassen worden;
- Variante IVg sah eine Nord-Süd-Achse durch Kassel vor, die das Stadtgebiet untertunneln sollte und den Kasseler Hauptbahnhof ebenso unterirdisch erreicht hätte.

Mit dem ursprünglich geplanten Großprofil der Neubaustrecke war zuvor zunächst mit einer außerordentlich aufwändigen Linienführung auf verschiedenen Wegen geplant worden, die unabhängig von den später geplanten Varianten waren. Für einen 18 km langen Vergleichsabschnitt im Raum Kassel wurde dabei mit Kosten zwischen 1,6 und 2,5 Milliarden D-Mark (Preisstand: 1975) gerechnet.

#### Planung des Standorts
Das Raumordnungsverfahren für den hessischen Abschnitt der Neubaustrecke wurde mit Schreiben vom 7. Februar 1974 eingeleitet und später unterbrochen. Es wurde mit Schreiben vom 21. November 1975 wieder aufgenommen, wobei der Landkreis Kassel – einschließlich des Stadtgebietes von Kassel – zunächst nicht mit einbezogen wurde. Es folgten Jahre, in denen die potentiell betroffenen Kasseler Stadtteile nach dem Sankt-Florian-Prinzip versuchten, den eigenen Stadtteil von Bauarbeiten und Verkehr möglichst zu verschonen. Deshalb legte sich die Stadt Kassel 1977 auf die Errichtung eines unterirdischen Fernbahnhofs als Durchgangsbahnhof unter dem bestehenden Kopfbahnhof Kassel Hauptbahnhof – einschließlich eines Tunnels unterhalb der Stadt Kassel – fest, was die Situation aber auch nicht beruhigte. Auch ein Bahnhofsneubau am Standort Wilhelmshöhe und verschiedene ober- und unterirdische Zufahrts-Varianten wurden untersucht. Die Bundesbahn favorisierte den Standort Wilhelmshöhe mit einer oberirdischen Trassenführung, die so genannte Westtrasse.
Beide Varianten wurden im Raumordnungsverfahren, das von 1978 bis 1980 durchgeführt wurde, untersucht. Flankiert von zahlreichen Gutachten und Gegengutachten wurden sie kontrovers öffentlich diskutiert. Die unterirdische Variante war – nach Einschätzung der Bundesbahn – wesentlich aufwändiger, teurer und mit größeren Belastungen der Bevölkerung verbunden. Waren anfangs vor allen Dingen komplexe Probleme der Stadtentwicklung zu klären, verlagerte sich die Diskussion im weiteren Verlauf zunehmend auf Fragen des Lärmschutzes. Am 29. März 1979 eröffnete die Bundesbahn eine Ausstellung zu den Neubauvorhaben in Kassel. Der „erste Spatenstich“ zum hessischen Streckenabschnitt fand am 13. November 1981 statt. Letztlich stimmte die Stadt Kassel dem Bahnhof in Wilhelmshöhe zu, nachdem Untersuchungen gezeigt hatten, dass dieser Standort für die Zukunft und Entwicklung der Innenstadt nicht nachteilig sei. Hohe Kosten, die Bauzeit und eine vermutete schlechte Durchsetzbarkeit führten dazu, dass Vorschläge für einen unterirdischen Durchgangsbahnhof unter dem Hauptbahnhof zu Gunsten des peripheren Bahnhofs Wilhelmshöhe verworfen wurden.
Der neue Bahnhof war dabei zunächst als reiner Fernbahnhof konzipiert, auf dem nur die über die Neubaustrecke verkehrenden Fernverkehrszüge halten sollten. Die Anbindung an den bestehenden Hauptbahnhof sollte über Pendelzüge erfolgen. Im Zuge der weiteren Planungen setzte im Zuge eines von 1979 bis 1986 laufenden Diskussionsprozesses ein Umdenken ein, in dem klar wurde, dass der bestehende Hauptbahnhof seine Funktion als zentraler Bahnknoten an den neuen Bahnhof Wilhelmshöhe abgeben würde und der bestehende Hauptbahnhof eher als zentrumsnaher Stadtbahnhof genutzt werden würde.

#### Architektenwettbewerb und Planung des Empfangsgebäudes
Die Gestaltung des Bahnhofs geht auf einen 1981 ausgelobten Architektenwettbewerb zurück. Erstmals seit rund 30 Jahren hatte die Deutsche Bahn dazu einen Wettbewerb zur Gestaltung eines Bahnhofs ausgelobt.
Den Architektenwettbewerb gewannen 1982 (andere Quelle: 1981) die Berliner Architekten Andreas Brandt (Büro Brandt & Böttcher), Giovanni Signorini und Yadegar Asisi, und Shahryar Raeis, die auch mit Planung und Ausführung beauftragt wurden. 1985 wurde den Architekten der Planungsauftrag entzogen, nachdem die Stadt feststellte, dass die Verkehrsanbindung unzureichend sei. Diese Phase wurde als Vorprojekt bezeichnet. In dieser Phase wurde der Entwurf des Bauwerks mehrfach grundlegend verändert. Dabei wurde auch das Büro Dietrich, Waning, Guggenberger für die Konzeption der Rampenhallen und des Parkdecks, das Architekturbüro Schuck für die Ausstattung einbezogen.
Im Rahmen des Planfeststellungsverfahrens wurden 900 Einwendungen erhoben. Auf Veranlassung des damaligen hessischen Umweltministers Joschka Fischer reichte die Bezirksdirektion Forsten und Naturschutz Klage gegen das Vorhaben an, zog diese später jedoch wieder zurück. Am 10. September 1984 wurde der Planfeststellungsbeschluss für den Bereich des Bahnhofs (Planfeststellungsabschnitt 12.5 der Neubaustrecke) erlassen. Dieser Erlass – zeitgleich mit dem des benachbarten Abschnitts 12.4 – schloss das Planfeststellungsverfahren im 111 km langen Mittelabschnitt der Neubaustrecke ab. Die Bundesbahn ordnete für den Planfeststellungsabschnitt Sofortvollzug an. Anfang März 1985 einigten sich Stadt und Bundesbahn über die Gestaltung des Bahnhofs und die Verkehrsanbindung.
Besonders umstritten war die von der Deutschen Bundesbahn gewünschte alleinige Erschließung der Bahnsteige durch lange Rampen, über die Pkw oder Taxis bis zu den Gleisen fahren sollten. Während der Planungsphase konnte der Auftraggeber schließlich doch von der Notwendigkeit überzeugt werden, die Bahnsteige zusätzlich auch über Treppen anzubinden. Der Bahnhof sollte durch sein Rampenkonzept vollständig barrierefrei sein.
Fahrstühle waren aus Kostengründen zunächst nicht vorgesehen, wurden aber später doch noch eingebaut.

#### Bau
Der Bau des neuen Bahnhofs „unter dem rollenden Rad“ erforderte eine aufwändige Baustelleneinrichtung, die im Zuge des Baufortschritts immer wieder neu gestaltet werden musste.
Das Richtfest des Vordaches, das als Abschluss des Rohbaus der gesamten Neubaustrecke galt, fand am 18. Januar 1990 statt.
Die Baukosten beliefen sich auf rund 300 Millionen DM (etwa 153 Millionen Euro). Die Erstellungskosten der Neubaustrecke im Knoten Kassel wurden mit 60 Mio. DM je Kilometer beziffert. Auf der freien Strecke zwischen Kassel und Fulda fielen 32 Mio. DM je Kilometer an.

#### Gestaltung
Der Bahnhof Kassel-Wilhelmshöhe ist ein Durchgangsbahnhof mit vier Bahnsteigen und zwei Durchfahrtsgleisen in einem Geländeeinschnitt. Er ist in zwei Hälften mit Linienbetrieb gegliedert: Während an zwei Bahnsteigen der Westseite vor allem Fernverkehrszüge halten, verkehren an den beiden Bahnsteigen auf der Ostseite Regionalzüge. Zwei Durchfahrtsgleise wurden für den Güterverkehr angelegt. Die sehr breiten Bahnsteige sind aufgrund der Überdeckung und der beidseitigen Fischbauchstützenreihen in der Mitte dunkel und zugig, was zu dem Spitznamen Palast der tausend Winde für den Bahnhof führte. Aufgrund der Dunkelheit entstehen an den langen Bahnsteigen und verwinkelten Aufgängen Angsträume.
Die Bahnsteige werden vorrangig von einem quer über dem nördlichen Gleisfächer angeordneten, zweigeschossigen und 220 m langen Empfangsgebäude her erschlossen. Von hier führen die Rampen und Treppen hinab. Im südlichen Bereich der Bahnsteige führen zusätzliche Treppen und Aufzüge zu den Bahnsteigen. Diese zweite Zugangsmöglichkeit richtet sich in erster Linie an Nutzer eines Parkplatzes für PKW mit 300 Stellplätzen oberhalb der Bahnsteige.
Der Bahnhofsvorplatz vor dem Empfangsgebäude ist eine Erweiterung der Wilhelmshöher Allee. Er wird von einem 90 m langen und 65 m breiten Vordach überdeckt. Dieses ruht auf 59 unregelmäßig angeordneten Säulen 15 m über dem Vorplatz und ragt auch in die Achse der Wilhelmshöher Allee hinein.
Die Anordnung des Vordaches wurde vom Reinhardswald inspiriert, wo die Eichen in geraden Linien, aber in unregelmäßiger Reihenfolge stehen. Unter dem Vordach befindet sich die Straßenbahn- und Bushaltestelle.

#### Eröffnung
Der Bahnhof wurde im Rahmen eines umfassenden, viertägigen Programms zwischen dem 29. Mai und dem 1. Juni 1991 eingeweiht. Am Nachmittag des 29. Mai 1991 übergab Jürgen Kastner, Präsident der Bundesbahndirektion Frankfurt/M., symbolisch den Schlüssel, auf dem ein ICE abgebildet war, an Kassels Oberbürgermeister Wolfram Bremeier. Zahlreiche Sicherheitskräfte, darunter mehrere Hundertschaften der Polizei, sicherten die Veranstaltung ab. Am 30. Mai wurden auch Schnupperfahrten mit dem ICE nach Fulda und zurück zu Sonderpreisen angeboten.
Die feierliche Eröffnung des neuen Bahnhofs stand im Schatten des symbolischen Beginns des Hochgeschwindigkeitsverkehrs in Deutschland am gleichen Tag (29. Mai). Mit der Aufnahme des ICE-Verkehrs wurde auch die Schnellfahrstrecke zwischen Hannover und Würzburg in voller Länge in Betrieb genommen. Dass die ICE-Eröffnungsveranstaltung in Kassel stattfinden würde, war bereits Ende der 1980er Jahre vorgesehen gewesen. Sechs ICE-Züge erreichten im Rahmen einer Sternfahrt von Bonn, Hamburg, Köln, Mainz, Stuttgart und München den neuen Bahnhof und fuhren dort gleichzeitig ein. Bundespräsident Richard von Weizsäcker stellte um 12:00 Uhr symbolisch das Ausfahrsignal auf grün und sagte: „Der Hochgeschwindigkeitsverkehr in der Bundesrepublik Deutschland ist damit eröffnet.“ Dem Triebfahrzeugführer des planmäßigen Premieren-ICE (Hamburg ab 2. Juni, 5:33 Uhr), Harry Pfaffe, übergab er symbolisch den Schlüssel für den Zug. Die weiteren Eröffnungsreden hielten Bundesverkehrsminister Günther Krause, Bundesbahnvorstand Heinz Dürr und Hessens Ministerpräsident Hans Eichel.
2.500 geladene Gäste aus Politik und Wirtschaft feierten auf dem für die Öffentlichkeit gesperrten Bahnhof. Nach drei Stunden fuhren die fünf Sonderzüge wieder ab. Da die Toiletten im Bahnhof nach Diskussionen zwischen Stadt Kassel und Deutscher Bahn um die Standortfrage erst ein paar Tage nach der Eröffnung fertiggestellt wurden, bildeten sich vor zwei Toilettenhäuschen auf dem Bahnhofsparkplatz lange Schlangen.

#### Betrieb
Im Rahmen eines „Sofortprogramms“ zur Bahnhofssanierung sollen für den Bahnhof 341.000 Euro bereitgestellt werden, wie im August 2020 bekannt wurde.
Im Rahmen einer Sanierung des Streckenabschnitts Kassel–Göttingen zwischen dem 23. April 2021 und 16. Juli 2021 wurde eine Reihe von Gleisen im Bahnhof umgebaut.

## Benachbarte Anlagen
Im südlichen Bereich des Bahnhofs Kassel-Wilhelmshöhe befindet sich das Betriebswerk für den historischen Dampfzug Hessencourrier. Weiter wurde dort nachträglich ein neues Betriebswerk der Cantus Verkehrsgesellschaft eingerichtet.

## Anbindung

### Fernverkehr
| Linie  | Strecke | Taktfrequenz             |
| ------ | --- | ------------------------ |
| ICE 11 | Berlin – Magdeburg – Hildesheim – Kassel-Wilhelmshöhe – Würzburg – München | ein Zug pro Woche nachts |
| ICE 12 | Berlin Ostbahnhof – Braunschweig – Hildesheim – Kassel-Wilhelmshöhe – Fulda – Frankfurt (Main) – Mannheim – Karlsruhe – Freiburg (Brsg) – Basel SBB (– Interlaken Ost)                           | Zweistundentakt          |
| ICE 13 | Berlin Ostbahnhof – Braunschweig – Kassel-Wilhelmshöhe – Frankfurt Süd – Frankfurt Flughafen | Zweistundentakt          |
| ICE 20 | (Kiel –) Hamburg – Hannover – Kassel-Wilhelmshöhe – Frankfurt (Main) – Mannheim – Karlsruhe – Freiburg (Brsg) – Basel SBB (– Zürich HB – Chur)                                                   | Zweistundentakt          |
| ICE 22 | (Kiel –) Hamburg – Hannover – Kassel-Wilhelmshöhe – Frankfurt (Main) – Frankfurt (Main) Flughafen Fernbf – Mannheim (– Heidelberg) – Stuttgart                                                   | Zweistundentakt          |
| ICE 25 | (Lübeck –) Hamburg – Hannover – Kassel-Wilhelmshöhe – Fulda – Würzburg – Nürnberg – Ingolstadt – München (– Garmisch-Partenkirchen)                                                              | Stundentakt              |
| ICE 26 | (Ostseebad Binz –) Stralsund – Rostock – Hamburg – Hannover – Kassel-Wilhelmshöhe – Gießen – Frankfurt am Main – Heidelberg – Karlsruhe                                                          | Zweistundentakt          |
| ICE 26 | Hamburg-Altona – Hamburg Dammtor – Hamburg – Hannover – Kassel-Wilhelmshöhe (– Karlsruhe / Wörgl / Schwarzach-St. Veit)                                                                          | einzelne Züge            |
| ICE 41 | München – Nürnberg – Würzburg – Fulda – Kassel-Wilhelmshöhe – Warburg (Westf) – Paderborn – Hamm (Westf.) – Dortmund – Duisburg – Düsseldorf (Köln Hbf/Köln Messe/Deutz – Wiesbaden – Frankfurt) | ein Zugpaar              |
| ICE 91 | Hamburg-Altona – Hannover – Göttingen – Kassel-Wilhelmshöhe – Fulda – Würzburg – Nürnberg – Regensburg – Plattling – Passau – Wels – Linz – St. Pölten – Wien                                    | ein Zugpaar              |
| IC 26  | Westerland/Sylt – Hamburg – Hannover – Kassel-Wilhelmshöhe – Fulda – Würzburg – Augsburg – Berchtesgaden                                                                                         | einzelne Züge            |
| IC 51  | (Köln –) Düsseldorf – Duisburg – Essen – Dortmund – Paderborn – Kassel-Wilhelmshöhe – Eisenach – Erfurt – Weimar – Jena West – Jena-Göschwitz – Gera                                             | drei Zugpaare            |

| Typische Reisezeiten im Jahr 2015 von Kassel-Wilhelmshöhe mit Intercity-Express und Intercity | Typische Reisezeiten im Jahr 2015 von Kassel-Wilhelmshöhe mit Intercity-Express und Intercity | Typische Reisezeiten im Jahr 2015 von Kassel-Wilhelmshöhe mit Intercity-Express und Intercity | Typische Reisezeiten im Jahr 2015 von Kassel-Wilhelmshöhe mit Intercity-Express und Intercity |
| Ziel                                                                                          | Intercity-Express                                                                             | Intercity                                                                                     |                                                                                               |
| --------------------------------------------------------------------------------------------- | --------------------------------------------------------------------------------------------- | --------------------------------------------------------------------------------------------- | --------------------------------------------------------------------------------------------- |
| Amsterdam                                                                                     | 5:24                                                                                          | —                                                                                             |                                                                                               |
| Basel                                                                                         | 4:16                                                                                          | —                                                                                             |                                                                                               |
| Berlin                                                                                        | 2:49                                                                                          | 3:14                                                                                          |                                                                                               |
| Brüssel                                                                                       | 5:30                                                                                          | 8:03                                                                                          |                                                                                               |
| Frankfurt                                                                                     | 1:24                                                                                          | 2:03                                                                                          |                                                                                               |
| Hamburg                                                                                       | 2:11                                                                                          | 2:34                                                                                          |                                                                                               |
| Hannover                                                                                      | 0:56                                                                                          | 1:01                                                                                          |                                                                                               |
| Köln                                                                                          | 02:36 *                                                                                       | 3:48                                                                                          |                                                                                               |
| Kopenhagen                                                                                    | 7:37                                                                                          | —                                                                                             |                                                                                               |
| Leipzig                                                                                       | 2:49                                                                                          | 2:47                                                                                          |                                                                                               |
| München                                                                                       | 3:18                                                                                          | 4:05                                                                                          |                                                                                               |
| Paris                                                                                         | 5:34                                                                                          | —                                                                                             |                                                                                               |
| Stuttgart                                                                                     | 2:59                                                                                          | 4:51                                                                                          |                                                                                               |
| Wien                                                                                          | 6:47                                                                                          | —                                                                                             |                                                                                               |
| Zürich                                                                                        | 5:24                                                                                          | 7:57                                                                                          |                                                                                               |

* nach Köln Messe/Deutz Gleis 11/12; zum Hauptbahnhof fünf Minuten länger

### Nahverkehr
| NVV-Linie | Verlauf | Takt | Betreiber                      | KBS               | Bediente Strecke(n) |
| --------- | --- | --- | ------------------------------ | ----------------- | --- |
| RE2       | Kassel-Wilhelmshöhe – Hann Münden – Witzenhausen Nord – Eichenberg – Arenshausen – Uder – Heilbad Heiligenstadt – Leinefelde – Silberhausen – Dachrieden – Mühlhausen (Thür) – (Großengottern – Schönstedt –)* Bad Langensalza – (Gräfentonna –)* Döllstädt – (Kühnhausen – Erfurt Nord –)* Erfurt Hbf * nur einzelne Züge in Tagesrandlage Stand: Fahrplanwechsel Dezember 2021 | 120 min | DB Regio Südost                | 600, 603, 604     | Hannöversche Südbahn, Bahnstrecke Halle–Hann. Münden, Bahnstrecke Gotha–Leinefelde, Bahnstrecke Kühnhausen–Bad Langensalza, Bahnstrecke Wolkramshausen–Erfurt |
| RB4       | Korbach Hbf – Twiste – Mengeringhausen – Bad Arolsen – Külte-Wetterburg – Volkmarsen – Ehringen – Wolfhagen – Zierenberg – Ahnatal-Weimar – Vellmar-Obervellmar – Kassel-Wilhelmshöhe Stand: Fahrplanwechsel Dezember 2021 | 60 min | DB Kurhessenbahn               | 612               | Bahnstrecke Volkmarsen–Vellmar-Obervellmar, Bahnstrecke Warburg–Sarnau                                                                                        |
| RE5       | Kassel Hbf – Kassel-Wilhelmshöhe – Melsungen – Rotenburg an der Fulda – Bebra – Bad Hersfeld Stand: Fahrplanwechsel Dezember 2021 | 60 min (wochentags) 120 min (Wochenende) | cantus                         | 610               | Main-Weser-Bahn, Bahnstrecke Bebra–Baunatal-Guntershausen, Bahnstrecke Bebra–Fulda                                                                            |
| RB5       | Kassel Hbf – Kassel-Wilhelmshöhe – Guxhagen – Melsungen – Malsfeld – Malsfeld-Beiseförth – Altmorschen – Heinebach – Rotenburg an der Fulda – Lispenhausen – Bebra – Ludwigsau-Friedlos – Bad Hersfeld – Haunetal-Neukirchen – Burghaun – Hünfeld – Fulda Stand: Fahrplanwechsel Dezember 2021 | 60 min | cantus                         | 610               | Main-Weser-Bahn, Bahnstrecke Bebra–Baunatal-Guntershausen, Bahnstrecke Bebra–Fulda                                                                            |
| RT5       | Melsungen – Melsungen Bartenwetzerbrücke – Melsungen-Schwarzenberg – Melsungen-Röhrenfurth – Körle – Guxhagen – Baunatal-Guntershausen – Baunatal-Rengershausen – Kassel-Oberzwehren – Kassel-Wilhelmshöhe – Kassel Hbf (tief) – Scheidemannplatz – Wilhelmsstraße/Stadtmuseum – Rathaus/Fünffensterstraße – Am Weinberg – Heinrich-Heine-Straße/Universität – Auestadion Stand: Fahrplanwechsel Dezember 2023 | 30 min (werktags) 60 min (sonn-/feiertags) | RegioTram Gesellschaft         | 610               | Main-Weser-Bahn, Bahnstrecke Bebra–Baunatal-Guntershausen |
| RE9       | Kassel-Wilhelmshöhe – Hann Münden – Witzenhausen Nord – Eichenberg – Heilbad Heiligenstadt – Leinefelde – Nordhausen – Sangerhausen – Halle (Saale) Hbf Stand: Fahrplanwechsel Dezember 2021 | 120 min | Abellio Rail Mitteldeutschland | 590, 600          | Hannöversche Südbahn, Bahnstrecke Halle–Hann. Münden |
| RE11      | Rhein-Hellweg-Express: Kassel-Wilhelmshöhe – Hofgeismar – Warburg (Westf) – Willebadessen – Altenbeken – Paderborn Hbf – Lippstadt – Soest – Hamm (Westf) Hbf – Kamen – Dortmund Hbf – Bochum Hbf – Wattenscheid – Essen Hbf – Mülheim (Ruhr) Hbf – Duisburg Hbf – Düsseldorf Flughafen – Düsseldorf Hbf Abschnitt Düsseldorf–Hamm entfällt aufgrund einer angespannten Personalsituation bis auf einzelne Fahrten. Stand: Februar 2025 | 60 min | National Express               | 415.1, 415.2, 490 | Bahnstrecke Kassel–Warburg, Bahnstrecke Hamm–Warburg, Bahnstrecke Dortmund–Hamm, Bahnstrecke Dortmund–Duisburg, Bahnstrecke Köln–Duisburg                     |
| RE30      | Main-Weser-Bahn: Frankfurt (Main) Hbf – (Frankfurt (Main) West –)* Friedberg (Hess) – (Bad Nauheim – Ostheim (b Butzbach) – Butzbach – Kirch Göns – Lang Göns – Großen Linden –)* Gießen – (Lollar – Friedelhausen – Fronhausen (Lahn) – Niederwalgern – Marburg Süd –)* Marburg (Lahn) – Kirchhain (Bz Kassel) – Stadtallendorf – Neustadt (Kr Marburg) – Treysa – Borken (Hess) – Wabern (Bz Kassel) – Kassel-Wilhelmshöhe – Kassel Hbf * nur einzelne Züge Stand: Fahrplanwechsel Dezember 2021                                                                                     | 120 min | DB Regio Mitte                 | 635               | Main-Weser-Bahn |
| RB38      | Kassel Hbf – Kassel-Wilhelmshöhe – Kassel-Oberzwehren – Baunatal-Rengershausen – Baunatal-Guntershausen – Edermünde-Grifte – Felsberg-Wolfershausen – Felsberg-Altenbrunslar – Felsberg-Gensungen – Wabern (Bz Kassel) – Singlis – Borken (Hess) – Zimmersrode – Schlierbach (Kr Schwalm-Eder) – Treysa Stand: Fahrplanwechsel Dezember 2021 | einzelne Fahrten zur HVZ | DB Kurhessenbahn               | 635               | Main-Weser-Bahn |
| RB39 RE39 | Kassel Hbf – Kassel-Wilhelmshöhe – (Kassel-Oberzwehren – Baunatal-Rengershausen – Baunatal-Guntershausen – Edermünde-Grifte – Felsberg-Wolfershausen – Felsberg-Altenbrunslar –) (nur RB39) Felsberg-Gensungen – Wabern (Bz Kassel) – Zennern – Fritzlar – Ungedanken – Mandern – Wega – Bad Wildungen Stand: Fahrplanwechsel Dezember 2024 | 60 min (wochentags) 120 min (Wochenende) | DB Kurhessenbahn               | 621               | (Main-Weser-Bahn,) Bahnstrecke Wabern–Bad Wildungen |
| RE98      | Main-Sieg-Express: Kassel Hbf – Kassel-Wilhelmshöhe – Baunatal-Guntershausen – Edermünde-Grifte – Felsberg-Wolfershausen – Felsberg-Altenbrunslar – Felsberg-Gensungen – Wabern (Bz Kassel) – Singlis – Borken (Hess) – Zimmersrode – Schlierbach (Kr Schwalm-Eder) – Treysa – Schwalmstadt-Wiera – Neustadt (Kr Marburg) – Stadtallendorf – Kirchhain (Bz Kassel) – Marburg (Lahn) – Gießen – Friedberg (Hess) – Frankfurt (Main) West (einzelne Züge im Berufsverkehr) – Frankfurt (Main) Hbf Gießen – Frankfurt vereinigt mit RE 99 von Siegen Stand: Fahrplanwechsel Dezember 2021 | 120 min | HLB Hessenbahn                 | 635               | Main-Weser-Bahn |
| 1         | Kassel Wilhelmshöhe (Park) – Kassel-Wilhelmshöhe – Königsplatz – Holländische Straße – Vellmar | 15 min | KVG                            | -                 | Straßenbahn Kassel |
| 3         | Mattenberg – Kassel-Wilhelmshöhe – Königsplatz – Ihringshäuser Straße | 15 min | KVG                            | -                 | Straßenbahn Kassel |
| 4         | Hessisch Lichtenau – Helsa – Kaufungen – Königsplatz – Kassel-Wilhelmshöhe – Druseltal | 30 min (Hess. Lichtenau – Helsa, HVZ) 60 min (Hess. Lichtenau – Helsa, NVZ) 15 min (Helsa – Kaufungen, HVZ) 30 min (Helsa – Kaufungen, NVZ) 15 min (Kaufungen – Kassel) | KVG                            | -                 | Straßenbahn Kassel |
| 7         | Wolfsanger – Lutherplatz – Scheidemannplatz – Kassel-Wilhelmshöhe – Mattenberg | 15 min | KVG                            | -                 | Straßenbahn Kassel |